# Tegeticula yuccasella
Tegeticula yuccasella – ćma z rodziny Prodoxidae zamieszkująca pustynie Ameryki Północnej. Żywi się pyłkiem jukki (Yucca). Larwy tego owada odżywiają się wyłącznie nasionami rośliny.